# Orconectes jeffersoni
Orconectes jeffersoni је животињска врста класе Crustacea која припада реду Decapoda и фамилији Cambaridae. 

## Угроженост
Ова врста се сматра рањивом у погледу угрожености врсте од изумирања.

## Распрострањење
Сједињене Америчке Државе су једино познато природно станиште врсте.

## Станиште
Станиште врсте су слатководна подручја.